# Luigi Pallavicino
Luigi (Gianlodovico) Pallavicino (1537 circa – Èze, 25 novembre 1598) è stato un vescovo cattolico italiano.

## Biografia
Era figlio del marchese di Ceva Giulio Cesare Pallavicino e di Maddalena della Riva.
Venne nominato vescovo di Saluzzo il 17 aprile 1581 da papa Gregorio XIII, quindi nel 1583 vescovo di Marsico Nuovo e nello stesso anno vescovo di Nizza, dove si distinse per le opere di pietà. Fu ministro straordinario di Casa Savoia a Roma. Morì durante una visita pastorale nel 1598.

## Successione apostolica
La successione apostolica è:
- Vescovo Guillaume Le Blanc (1592)
- Vescovo Clément Isnard (1593)